# Harold Jeffreys

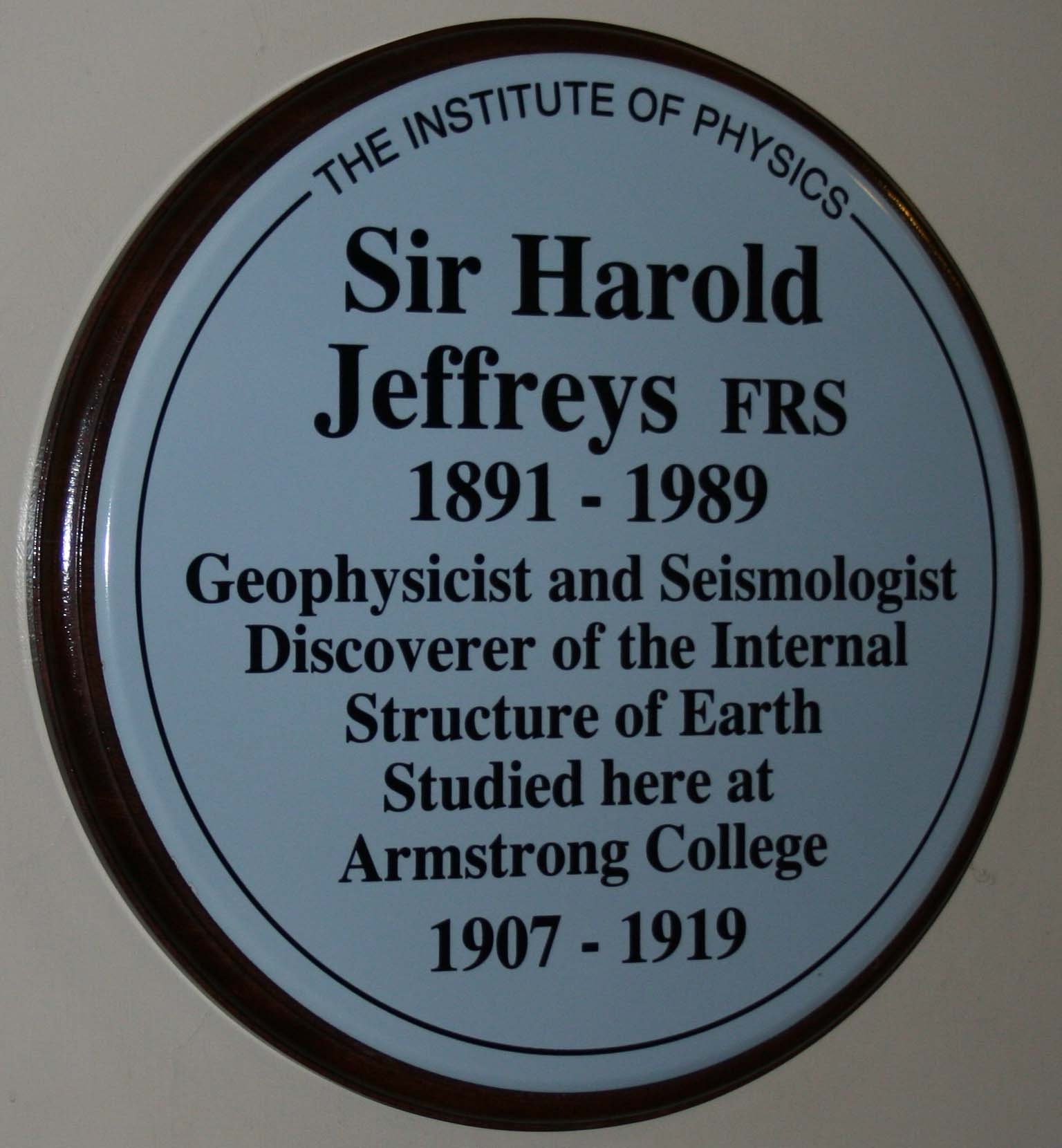
Gedenktafel für Harold Jeffreys am Armstrong College, Newcastle-upon-Tyne

Sir Harold Jeffreys (* 22. April 1891 in Fatfield, County Durham, England; † 18. März 1989 in Cambridge, England) war ein britischer Mathematiker, Statistiker, Geophysiker und Astronom.

## Leben und Wirken
Jeffreys absolvierte nach seiner Schulzeit ein sehr breitgefächertes Studium in Newcastle upon Tyne. Zunächst studierte er Mathematik und Chemie sowie Physik und Geologie und schließlich Astronomie. 1910 wurde er am St John’s College der Universität Cambridge aufgenommen. Hier konzentrierte er sich zunächst auf die Mathematik.
1931 bis 1946 war Jeffreys Dozent für Geophysik. Zu dieser Zeit war der Neuseeländer Keith Edward Bullen einer seiner Schüler, der für eine Promotion nach Cambridge gekommen war. Gemeinsam arbeiteten sie an einer Korrektur für P-Wellen-Laufzeiten von Erdbebenwellen. Aus dieser gemeinsamen Arbeit gingen schließlich die 1940 veröffentlichten Jeffreys-Bullen-Tables hervor, die über mehrere Jahrzehnte die Basis für Interpretationen des Erdaufbaus und deren innerer Struktur darstellten. Jeffreys war zudem auch einer der ersten, die die Existenz eines flüssigen Kerns aufzeigten. Er zählt dadurch zu den Begründern der modernen Geophysik, galt allerdings gleichzeitig als entschiedener Gegner der von Alfred Wegener postulierten Kontinentalverschiebung.
Jeffreys entwickelte ferner auch die Bayessche Statistik weiter (siehe auch: Jeffreys’ Prior). 1923 führte er vor den Namensgebern die WKB-Näherung allgemein für lineare partielle Differentialgleichungen 2. Ordnung ein (hatte aber seinerseits hier andere Mathematiker als Vorläufer). 1958 wurde er Professor für Astronomie und Experimentelle Philosophie.
Harold Jeffreys war mit der Mathematikerin Bertha Swirles (1903–1999) verheiratet. Zusammen schrieben sie das Lehrbuch Methods of Mathematical Physics.

## Ehrungen
Für seine Leistungen und Verdienste erhielt Jeffreys zahlreiche Ehrungen und Medaillen. 1925 wurde er als Mitglied („Fellow“) in die Royal Society of London gewählt, die ihm 1948 die Royal Medal und 1960 die Copleymedaille verlieh. 1937 wurde er mit der Goldmedaille der Royal Astronomical Society ausgezeichnet, 1952 mit der William Bowie Medal der American Geophysical Union. Seit 1945 war er Mitglied der National Academy of Sciences.
1953 wurde Jeffreys zum Knight Bachelor geschlagen und als Ehrenmitglied (Honorary Fellow) in die Royal Society of Edinburgh aufgenommen. 1954 wurde er in die American Academy of Arts and Sciences und 1967 in die Académie royale des Sciences, des Lettres et des Beaux-Arts de Belgique gewählt. Er war von 1955 bis 1957 Präsident der Royal Astronomical Society. Für seine Arbeiten zeichnete ihn die Royal Statistical Society 1962 mit der Guy-Medaille in Gold aus.

## Veröffentlichungen
Harold Jeffreys schrieb eine Reihe von Fachbüchern, die zum Teil bis in die 1990er Jahre wiederaufgelegt wurden.
- The Earth, its origin, history and physical constitution. Cambridge University Press 1924
- Operational methods in mathematical physics. Cambridge University Press 1927
- Scientific inference. Cambridge University Press 1931
- Cartesian tensors. Cambridge University Press 1931
- Earthquakes and Mountains. Methuen 1935
- Theory of probability. The Clarendon Press, Oxford 1939
- (mit Bertha Swirles) Methods of Mathematical Physics. Cambridge University Press 1946
- Asymptotic approximations. The Clarendon Press, Oxford 1962

Darüber hinaus veröffentlichte er von 1910 bis zu seinem Tod 1989 über 430 Aufsätze in Fachzeitschriften.
- Collected papers. Band 1–2 (Hg. Harold Jeffreys) 1971, 1973; Band 3–6 (Hg. Harold und Bertha Jeffreys), 1974, 1975, 1976, 1977. Gordon and Breach, London, New York und Paris.